# Galleta
Galleta (anteriormente Trío Galleta) foi uma banda argentina de rock e soul formada em Mar del Plata, Argentina, no ano de 1969. Era composta por Carlos Iturbide (guitarra e vocal), Juan Carlos Saporiti "Juancho" (bateria) e Anibal Conte "Lolo" (baixo).

## História
Em 1970, quando o costume de cantar em inglês já estava com pouca aceitação, lançaram seu primeiro álbum de covers, Estoy Herido, pela gravadora Odeon, variando de "Río Verde" (Green River) de Creedence Clearwater Revival a "Enciende mi Fuego" (Light My Fire), de The Doors. O vocalista Carlos Iturbide possuía uma voz rouca, característica marcante da banda.
Em 1971, lançaram o álbum Galleta "Soul". Neste ponto, o grupo já não fazia apenas covers. Oito das doze canções são composições de Iturbide e Anibal Conte (responsável pelas letras). Na contracapa, dizem que suas letras variam desde o LSD até os problemas raciais.
Nessa época, a banda começou a fazer um grande sucesso internacional, principalmente no Brasil, conseguindo um contrato com a Rede Globo e ocupando durante quatorze semanas o primeiro lugar nas paradas de vendas, mantendo Roberto Carlos em segundo lugar. Em 1972, a canção "I Am So Happy" ficou entre as cem canções mais tocadas no Brasil, ocupando a posição de nº 37. Muitos anos depois, em 1986, a mesma canção viria a aparecer em uma coletânea, 14 Discos de Ouro, lançada no Brasil pela gravadora EMI-Odeon em colaboração com o SBT.
Como tentativa final, em 1975, Iturbide pretende continuar o projeto e resolve reformular sua banda como quarteto, incluindo Eduardo Sanz, como guitarrista, Lito Olmos, no baixo, e Maria José, na bateria. O álbum Galleta chega às lojas em 1975. O soul ainda era o principal gênero musical, porém com alguns covers de hard rock de algumas canções da banda britânica Ten Years After. E, de Trio Galleta, passam a ser chamados apenas de Galleta, mas não deixando de lado aquele estilo por eles chamado de soul rock. Como o ano era 1975 e esta década foi conturbada na América Latina, o disco não teve grande receptividade. No Brasil, o grupo faz parte da lista dos maiores ídolos argentinos desse gênero. No Brasil, os The Fevers regravaram no final de 1971 a canção "I Am So Happy", em português transformada em "Sou Feliz", tornando-se também sucesso nesta versão.
Atualmente, as canções da banda continuam a ser regravadas e são feitos shows em seu tributo.

## Discografia
- Estoy herido (1970)
- Galleta "Soul" (1971)
- Galleta (1975)